# 小阪淳
小阪 淳（こさか じゅん、1966年 - ）は、日本のデザイナー。グラフィックデザイン、 ウェブデザイン、空間デザイン等を手がける。

## 経歴
大阪大学工学部建築工学科卒業。東京藝術大学大学院美術研究科建築専攻修士課程修了。その後、一級建築士免許取得。

## Book Design & Cover Illustration
- 『ヒーザーン』ジャック・ウォマック著（1992年）
- 『テラプレーン』ジャック・ウォマック著（1992年）
- 『サイティーン』C・J・チェリイ著（1993年）
- 『スチール・ビーチ』ジョン・ヴァーリイ著（1994年）
- 『ブルー・シャンペン』ジョン・ヴァーリイ著（1994年）
- 『女王天使』グレッグ・ベア著（1997年）
- 『火星転移』グレッグ・ベア著（1997年）
- 『スロー・リバー』ニコラ・グリフィス著（1998年）
- 『WHAT IS OMA レム・コールハースとOMAについての考察』ヴェロニク・パテヴ編（2005年）
- 『ディアスポラ』グレッグ・イーガン著（2005年）
- 『神の仕掛けた玩具』橋元淳一郎著（2006年）
- 『時の眼』アーサー・C・クラーク/スティーヴン・バクスター著（2006年）
- 『太陽の盾』アーサー・C・クラーク/スティーヴン・バクスター著（2008年）

## Cover Illustration
- 『凍月』グレッグ・ベア著（1998年）
- 『順列都市』グレッグ・イーガン著（1999年）
- 『祈りの海』グレッグ・イーガン著（2000年）
- 『フェアリイ・ランド』ポール・マコーリイ著（1999年）
- 『斜線都市』グレッグ・ベア著（2000年）
- 『SFマガジン』表紙イラスト（1994年〜1999年）
- 『ニッポン問題 - M2:2』宮台真司/宮崎哲弥著（2006年）

## Illustration
- 『violence』
- 『S-Fマガジン』イラスト。最近作は『プランク・ダイヴ』グレッグ・イーガン著（2006年）
- 「私の視点」朝日新聞土曜日朝刊コラム（2001年〜2005年）

## Web Works
- 4D2U Navigator（国立天文台4次元デジタル宇宙プロジェクト）2005年文化庁メディア芸術祭 エンターテインメント部門 審査委員会推薦作品
- P3 website
- 宇宙図web版（2007年）
- 4D2U Navigator English Version（カンヌ国際広告祭Cyber Lions部門銅賞受賞 2007年）

## パッケージデザイン
- 宮木朝子『Virtual Resonance-sound image for 4D2U』 Te Pito Records、2009年。 - CD＋DVD。4D2Uのサウンドトラック。

## Other Works
- Table "deTile"
- kite "etik"
- 温泉喇叭港房
- NTTコミュニケーションワールド1994 アートディレクション（1994年）
- metaTOKYOプロジェクト アートディレクション（1996年）
- マクドナルドミュージアム インテリアデザイン（1997年）
- フキダマリ ソニー・エクスプローラサイエンス（北京）展示物（2000年）
- 蜷川幸雄演出「オイディプス王」CM制作（2002年）
- 「一坪」展 アートディレクション（2003年）
- VIT（一ノ瀬響との共作）
- うごくつみき（一ノ瀬響との共作）沖縄ワンダーミュージアム展示物（2004年）
- 惨事くん（2004年）
- オンパ ソニー・エクスプローラサイエンス（北京）展示物（2006年）
- フキダマリ2 ソニー・エクスプローラサイエンス（北京）展示物（2006年）
- 宇宙図（2007年）
- OnBa ソニー・エクスプローラサイエンス（お台場）展示物（2009年）

## 展覧会
- 小阪淳展 "DOT（ドット）"（2004年）
- エントロピー～混沌と秩序（2008年12月20日（土）-2009年2月15日（日））秋元珠江との二人展